# Mayra Santos-Febres
Mayra Santos-Febres (Carolina, Puerto Rico, 26 de febrero de 1966) es una poeta, novelista, ensayista y profesora universitaria. Comenzó a publicar poemas desde el 1984 en revistas y periódicos internacionales tales como Casa de las Américas de Cuba, Página/12 de Argentina, Revue Noire de Francia y Review: Latin American Literature and Arts, en Nueva York.
En el 1991 aparecen sus primeros poemarios: Anamú y manigua, libro que fue seleccionado como uno de los 10 mejores del año por la crítica puertorriqueña, y El orden escapado, ganador del primer premio para poesía de la Revista Tríptico en Puerto Rico. En el 2010 la editorial Trilce de México publicó Tercer Mundo, su tercer poemario.
Como cuentista ha ganado el Premio Letras de Oro (Estados Unidos, 1994) por su colección de cuentos Pez de vidrio, y el Galardón Radio Sarandí del Concurso Juan Rulfo Internacional de Cuento (París, 1996) por su cuento "Oso Blanco". En el 2000 Grijalbo Mondadori en España publicó su primera novela titulada Sirena Selena vestida de pena que ya cuenta con traducciones al inglés, italiano, francés y que quedó como finalista del Premio Rómulo Gallegos de Novela en el 2001. En el 2002 Grijalbo Mondadori publicó su segunda novela Cualquier miércoles soy tuya. 
En el 2005, Ediciones Callejón publicó su libro de ensayos Sobre piel y papel y su poemario Boat People, ambos aclamados por la crítica. En el 2006 resultó primer finalista en el Premio Primavera de la editorial Espasa Calpe con su novela Nuestra Señora de la Noche. En 2009 publicó su novela Fe en disfraz. Ha sido profesora visitante en Harvard y Cornell University. Actualmente es catedrática y dirige el taller de narrativa de la Universidad de Puerto Rico, recinto de Río Piedras.

## Obras
- Anamú y manigua (1990) OCLC 24895789
- Pez de vidrio (1994) ISBN 978-0-9291-5741-2
- Urban Oracles (1997) ISBN 978-1-5712-9034-2
- Sirena Selena vestida de pena (2000) ISBN 978-8-4397-0460-7
- Cualquier miércoles soy tuya (2002) ISBN 978-8-4397-0853-7
- Sobre piel y papel (2005) ISBN 978-1-8817-4827-4
- Nuestra Señora de la Noche (2006) ISBN 978-8-4670-2093-9
- Fe en disfraz (2009) ISBN 978-1-6039-6936-9
- Tratado de Medicina Natural para Hombres Melancólicos (2011) ISBN 978-0-9800-2496-8
- El baile de mi vida (2013)
- Yo misma fui mi ruta: la maravillosa vida de Julia de Burgos (2014)
- La amante de Gardel (2015)
- Jadeante y sudorosa: crónicas sobre escribir y correr (2008-2015) (2016)
- Huracanada (2018)
- Antes que llegue la luz (2021)